# Râul Sajó
Sajo maghiară Sajó; slovacă Slaná; germană Salza sau Salzbach este un râu cu o lungime de ca. 300 km, care curge prin Slovacia centrală și Ungaria de nord-est. El își are ivorul la sud de Brezno la numai 20 de km de izvorul lui Hnilec, Hernád, Váh (Waag), Hron (Gran) și Ipeľ (Eipel) în munții Metaliferi slovaci (Slovenské rudohorie) care au fost bogați în minereuri curge pe direcția de sud-est, după 100 km primește apele afluenților din regiunea Rimavská Sobota, de aici fiind numit „Slaná”. La Putnok traversează granița ungară unde trece prin regiunea munților de nord Bükk a Ungariei fiind numit Sajó. Traversează localitățile Kazincbarcika și Sajószentpéter din Câmpia Ungară și trece prin Miskolc după care se unește cu Hérnád (slovak. Hornád) și se varsă în Tisa.